# Ljudmila Wladimirowna Bakschutowa
Ljudmila Wladimirowna Bakschutowa (russisch Людмила Владимировна Бакшутова; * um 1962), verheiratete Faschutdinowa (russisch Фасхутдинова) ist eine ehemalige russische Tischtennisspielerin. International war sie in den 1970er Jahren aktiv. Sie wurde 1980 mit der russischen Mannschaft Europameister.

## Werdegang
Erste internationale Erfolge erzielte Ludmila Bakshutova bei Jugend-Europameisterschaften. Hier war sie 1975, 1976 und 1979 am Gewinn der Mannschafts-Europameisterschaft beteiligt. Zudem stand sie 1976 im Einzel im Endspiel, das sie gegen Gordana Perkučin verlor. 1979 unterlag sie im Mixedfinale mit Igor Podnosov den deutschen Jürgen Rebel/Susanne Wenzel.
Bei der Weltmeisterschaft 1979 wurde sie mit der Mannschaft Vierter, ein Jahr später holte sie bei der Europameisterschaft im Teamwettbewerb Gold. 1979 belegte sie in der ITTF-Weltrangliste Platz 19.